# Кейп-Міерс (Орегон)
Кейп-Міерс (англ. Cape Meares) — переписна місцевість (CDP) в США, в окрузі Тілламук штату Орегон. Населення — 135 осіб (2020).

## Географія
Кейп-Міерс розташований за координатами 45°32′13″ пн. ш. 123°56′54″ зх. д. / 45.53694° пн. ш. 123.94833° зх. д. (45.536831, -123.948309).  За даними Бюро перепису населення США в 2010 році переписна місцевість мала площу 7,14 км², з яких 6,50 км² — суходіл та 0,64 км² — водойми.

## Демографія
Згідно з переписом 2010 року, у переписній місцевості мешкало 99 осіб у 56 домогосподарствах у складі 31 родини. Густота населення становила 14 особи/км².  Було 181 помешкання (25/км²).
Расовий склад населення:
| - 96,0 % — білих - 3,0 % — осіб інших рас |

До двох чи більше рас належало 1,0 %. Частка іспаномовних становила 0,0 % від усіх жителів.
За віковим діапазоном населення розподілялося таким чином: 7,1 % — особи молодші 18 років, 50,5 % — особи у віці 18—64 років, 42,4 % — особи у віці 65 років та старші. Медіана віку мешканця становила 63,6 року. На 100 осіб жіночої статі у переписній місцевості припадало 80,0 чоловіків;  на 100 жінок у віці від 18 років та старших — 84,0 чоловіків також старших 18 років.
Середній дохід на одне домашнє господарство  становив 76 265 доларів США (медіана — 51 111), а середній дохід на одну сім'ю — 80 383 долари (медіана — 51 528). 
Цивільне працевлаштоване населення становило 35 осіб. Основні галузі зайнятості: роздрібна торгівля — 48,6 %, науковці, спеціалісти, менеджери — 28,6 %, будівництво — 22,9 %.